# Pilispina garleppi
Pilispina garleppi är en tvåvingeart som först beskrevs av Stein 1911.  Pilispina garleppi ingår i släktet Pilispina och familjen husflugor. Inga underarter finns listade i Catalogue of Life.